# The Black Saint and the Sinner Lady
Az 1963-as The Black Saint and the Sinner Lady Charles Mingus nagylemeze. Az album valójában egy zeneművet tartalmaz, négy dalra és hat tételre osztva. 1963. január 20-án rögzítették tizenegyfős zenekarral. Szerepel az 1001 lemez, amit hallanod kell, mielőtt meghalsz című könyvben.

## Az album dalai
|    | Cím                                                                                                 | Szerző(k)      | Alcím | Hossz |
| -- | --------------------------------------------------------------------------------------------------- | -------------- | --- | ----- |
| 1. | Track A – Solo Dancer                                                                               | Charles Mingus | Stop! Look! And Listen, Sinner Jim Whitney! | 6:39  |
| 2. | Track B – Duet Solo Dancers                                                                         | Charles Mingus | Hearts' Beat and Shades in Physical Embraces | 6:45  |
| 3. | Track C – Group Dancers                                                                             | Charles Mingus | (Soul Fusion) Freewoman and Oh, This Freedom's Slave Cries | 7:22  |
| 4. | Mode D – Trio and Group Dancers Mode E – Single Solos and Group Dance Mode F – Group and Solo Dance | Charles Mingus | Stop! Look! And Sing Songs of Revolutions! Saint and Sinner Join in Merriment on Battle Front Of Love, Pain, and Passioned Revolt, then Farewell, My Beloved, 'til It's Freedom Day | 18:39 |

## Közreműködők
- Charles Mingus – nagybőgő, zongora
- Jerome Richardson – szoprán- és baritonszaxofon, fuvola
- Charlie Mariano – altszaxofon
- Dick Hafer – tenorszaxofon, fuvola
- Rolf Ericson – trombita
- Richard Williams – trombita
- Quentin Jackson – harsona
- Don Butterfield – tuba, kontrabasszus harsona
- Jaki Byard – zongora
- Jay Berliner – akusztikus gitár
- Dannie Richmond – dobok